# La leyenda patria
La leyenda patria és un poema escrit per l'uruguaià Juan Zorrilla de San Martín el 1879.
Canta la gesta heroica dels Trenta-tres orientals. Es tracta d'una oda a l'estil de les de l'equatorià Olmedo, de 413 versos, que va compondre en una setmana i que el va convertir en el poeta nacional per excel·lència.
Va ser declarada pel seu autor en ocasió de la inauguració del monument a la vila de la Florida. Originalment havia quedat fora del concurs per ésser massa llarga. De totes maneres, Zorrilla va ser autoritzat a declamar-la. Tal va ser la satisfacció del públic amb el poema, que altres poetes premiats com Aurelio Berro i Joaquín de Salterain es van treure les seves medalles i les hi van donar al poeta.
Es va advertir un nou accent que la crítica va definir després com a resultat del geni líric del poeta, però també va reconèixer que en aquesta composició intervenien elements lírics i idiomàtics no usats fins aleshores en les lletres uruguaianes que més tard van aparèixer més definits en l'epopeia de Tabaré.